# Máj (časopis)
Máj byl český časopis, který vydával Spolek českých spisovatelů beletristů Máj a který vycházel v letech 1902–1915.
Časopis vycházel jako týdeník v rozsahu 12 nebo 16 stran; byl orientován spíše na tradiční autory a určen širokému okruhu čtenářů. Řada článků nebo monotematických čísel byla vydávána s didaktickým záměrem. Monotematická čísla byla vydávána například u příležitosti výročí (bitva u Lipan, bitva na Bílé hoře), životních výročí (například Jaroslav Vrchlický nebo Jan Neruda) a nebo při příležitosti úmrtí významných osobností (Svatopluk Čech, Mikoláš Aleš). Od konkurenčních časopisů Lumír a Zvon se lišil větším důrazem na venkovský život a konzervativní témata. Vedle prózy a poezie byly otiskovány i kritiky, vzpomínky, cestopisy, zprávy z regionů a fejetony. V letech 1905–1908 vycházela i samostatná příloha Divadelní list Máje, která byla orientována na divadlo.
Šéfredaktorem byl František Herites. V redakčním kruhu působili též Jaroslav Vrchlický, Václav Štech nebo Rudolf Jaroslav Kronbauer. Poprvé zde vyšly na pokračování například Poslední soud od Jindřicha Šimona Baara nebo Mlhy na Blatech Karla Klostermanna. Orientace na co nejširší okruh čtenářů byla příčinou toho, že zde byly otiskovány i práce zastaralé, epigonské a sentimentální. Časopis byl ilustrován předními ilustrátory (například Mikoláš Aleš, Václav Brožík, Josef Mánes, Luděk Marold, Alfons Mucha a další).